# Маскарель Гонсалес, Омар
Ома́р Маскаре́ль Гонса́лес (исп. Omar Mascarell González; род. 2 февраля 1993, Санта-Крус-де-Тенерифе, Испания) — испанский футболист, полузащитник клуба «Мальорка» и сборной Экваториальной Гвинеи.

## Клубная карьера
Омар начинал карьеру в футбольных школах Канарских островов. В сезоне 2010/11 он присоединился к системе мадридского «Реала». За «Кастилью» он дебютировал 21 августа 2011 года в матче против клуба «Спортинг Хихон Б». Первую половину сезона 2012/13 Омар провёл в третьей команде клуба, однако затем был возвращён в «Кастилью». За «Реал Мадрид» он дебютировал 1 июня 2013 года в матче против «Осасуны».
Летом 2018 года Маскарель стал футболистом «Шальке 04». 23 августа 2021 года клуб расторг с ним контракт, который истекал в 2022 году. В качестве свободного агента Маскарель вернулся в Испанию, подписав однолетний контракт с «Эльче». За два сезона пребывания в клубе Маскарель провел 62 игры.
27 июня 2023 года футболист подписал контракт с клубом «Мальорка».

## Карьера в сборной
Омар провёл один матч за юношескую сборную Испании (до 18), вызывался в молодёжную сборную на международный турнир в Алькудии. Так как его отец — гражданин Экваториальной Гвинеи, то Омар имеет право выступать за сборную этой страны. В мае 2012 года Маскарель был вызван главным тренером сборной Жилсоном Пауло для подготовки к матчам против Туниса и Сьерра-Леоне, приехал в Малабо, тренировался с командой, но за сборную не сыграл.